# Psary (Sainte-Croix)
Pour les articles homonymes, voir Psary.
Psary est une localité polonaise de la gmina de Secemin, située dans le powiat de Włoszczowa en voïvodie de Sainte-Croix.